# Гавронский, Борис Моисеевич
Бори́с Моисе́евич Гавро́нский  (14 декабря 1934, Тарту, Эстония — 25 февраля 1999) — заслуженный работник сельского хозяйства Эстонской ССР.

## Биография
Родился 14 декабря 1934 года в Тарту, в семье рабочего. В 1953 году окончил Валгаскую 1-ю среднюю школу.
В 1958 году окончил Эстонскую сельскохозяйственную академию по специальности «ветеринария».
В 1958–1961 годах — начальник Анниквереского ветеринарного отдела, в 1961–1967 годах — ветеринар колхоза «Хальяла» Раквереского района, в 1967–1969 годах — председатель колхоза «Кийр».
В 1967 году Борис Гавронский вступил в Коммунистическую партию Эстонии.
В 1970–1991 годах — председатель колхоза «Вяйке-Маарья», с 1987 года одновременно работал на должности главного директора агрофирмы «Пандивере».
Колхоз «Вяйке-Маарья» являлся одним из самых эффективных и богатых хозяйств СССР. Он был награждён орденом Трудового Красного Знамени и занесён в «Книгу почёта» ВДНХ СССР.
Борису Гавронскому было свойственно работать, не думая о себе и своём здоровье. Благодаря своей силе духа и выбранной им трудолюбивой команде он смог сделать Вяйке-Маарья и его окрестности одним из самых процветающих регионов республики. Наряду с погружённостью в хозяйственную работу он понимал важность развития образования, культуры и спорта. Рядом с производственными колхозными зданиями были построены многочисленные жилые дома, детский сад, новое административное здание, автовокзал, капитально отремонтирован культурный центр и пр. Колхоз «Вяйке-Маарья» был главным подрядчиком строительства местной больницы и церковного поминального дома.
В 1984 году в 1,3 км от центра посёлка Вяйке-Маарья, в красивом природном месте, по инициативе Бориса Гавронского был построен хутор Вайну (эст. Vainu Talu), ставший популярным местом отдыха колхозников, проведения праздников и приёма гостей (с лета 2002 года он действует под названием Центр отдыха «Вайну Таре» (Puhkekeskus “Vainu Tare”)). В 1987 году силами колхоза было восстановлено старинное здание приходской школы, в котором был открыт краеведческий музей Вяйке-Маарья.
В 1989 году  в руководимом Борисом Гавронским колхозе средняя заработная плата составила 373 рубля, минимальный размер пенсии — 100 рублей; материнский отпуск после рождения ребёнка составлял 3 года, при этом выплачивалось ежемесячное пособие за первого, второго и третьего ребенка соответственно 50, 75 и 100 рублей; при рождении третьего ребёнка выплачивалось одноразовое пособие в размере 1000 рублей.
В 1989 году Борис Гавронский баллотировался в народные депутаты от Южного избирательного округа Эстонской ССР.
24 февраля 1997 года Борису Гавронскому было вручено удостоверение почётного гражданина волости Вяйке-Маарья под номером 001. Этим жители Вяйке-Маарья выразили свою признательность за его экономические успехи и всестороннее развитие местной жизни. Современный Вяйке-Маарья основан на материальных ценностях, созданных во времена, когда Борис Гавронский был председателем колхоза «Вяйке-Маарья».
Умер 25 февраля 1999 года. Похоронен на Еврейском кладбище в Рахумяэ.

## Награды и звания
- 1975 год — почётное звание «Лучший скотовод Эстонской ССР»
- 1978 год — почётное звание «Лучший скотовод Эстонской ССР»[2]
- 1982 год — Заслуженный работник сельского хозяйства Эстонской ССР[1]
- 1997 год — Почётный гражданин волости Вяйке-Маарья

## Семья
- Жена — Анна Нутовна Гавронская, урожд. Зильберман (1932–1988).
- Сын — Артур Борисович Гавронский (1958–2017), руководитель акционерного общества Agribalt (монтаж промышленной техники и оборудования,

оптовая торговля сельскохозяйственной техникой), окончил Эстонскую сельскохозяйственную академию по специальности «ветеринария».
- Сын — Георг Борисович Гавронский (род. 1963), предприниматель, окончил медицинский факультет Тартуского университета.
- Внучка — Анна Пихл[эст.], урожд. Гавронски (род. 1989), среднюю школу окончила с серебряной медалью, в 2007 году окончила танцевально-балетную школу Ванемуйне, получила степень бакалавра и магистра в колледжах Лондона, эстонская тележурналистка[12][13].